# 基雷姆·魯芬
基雷姆·魯芬（法語：Guillaume Rufin，1990年5月26日—）是一位法國職業網球運動員。

## 外部連結
- 基雷姆·魯芬（英文/西班牙文）的官方資料
- 基雷姆·魯芬的國際網球總會 職業／青少年 官方資料（英文）
- 基雷姆·魯芬的官方資料（英文）